# کانون وکلای ترکیه
کانون وکلای ترکیه یک سازمان برای وکلای ترکیه با بیش از ۷۰٬۰۰۰ وکیل در ۷۹ کانون وکلا است. مقر آن در آنکارا است. رئیس فعلی آنمتین فیضیوغلو است.کانون وکلای ترکیه عضو کانون وکلای بین‌المللی و فدراسیون وکلا در اروپا است.
"کانون وکلای ترکیه" در ۵ آوریل ۱۹۵۸ تأسیس شد. از آن زمان، ۵ آوریل در ترکیه به عنوان "روز وکیل" شناخته می‌شود. بعداً، کانون وکلای ترکیه به روشی متفاوت و کارآمد تر سازماندهی شد و در ۷ آوریل ۱۹۶۹ اتحادیه کانون‌های وکلای ترکیه (TBB) با قانون شماره ۱۱۳۶ در مورد حرفه حقوقی ("قانون وکالت") تأسیس شد. . افرادی که در کانون وکلا ثبت نام نکرده‌اند، نمی‌توانند عنوان «وکیل» استفاده کنند یا در این حرفه مشغول به کار شوند، مگر وکلای که در دولت اشتغال به کار دارند.

## روسای سابق
فاروک ارم (۱۹۸۰–۱۹۸۰)
آتیلا ساو (۱۹۸۰–۱۹۸۳)
- 1984-1989 Teoman Evren
- Önder Sav (1989 - 1995).
- ارالپ ازگن (۱۹۹۶–۲۰۰۱)
- demzdemir okzok (2001-2010)
- V. Ahsen Coşar (2010-2013)